# Giovanni Andrea Della Croce
Ne doit pas être confondu avec Giovanni Andrea Crucejus.
Giovanni Andrea Della Croce (ou de Cruce Crucejus) (né en 1509 (ou 1515) à Venise et mort dans la même ville en 1575 est un chirurgien vénitien du XVIe siècle.

## Biographie
Fils de Matteo Giuseppe Della Croce et de mère vénitienne, petit-fils du chirurgien Giovanni Antonio Grandi Della Croce, au service du duc de Milan.
Après sa jeunesse à Venise, il se consacra à l'étude des médecins classiques et devint en 1532 membre du Collège chirurgical de Venise, parmi d'autres célébrités de son temps comme Girolamo Fabrizi d'Acquapendente, Gabriele Falloppio, E. Saxe, S. Santorio.
Ce collège avait le monopole du soin des blessés et des lectures publiques d'anatomie et de chirurgie. À celles de Della Croce assistèrent des médecins de réputation, tels Pietro Fogliata, Tiberio Barbaro, Giacomo de Chierici ou Francesco Longo ; quelques-uns l'assistèrent pendant les opérations à Venise ou en-dehors.
En 1537, il fut chargé de réformer les statuts du Collège; quoique ne résidant pas à Venise, il en fut le prieur en 1548, 1550 et 1558. Le Maggior Consiglio le désigna comme expert de chirurgie et de physique pour la ville de Feltre de 1538 à 1546, en remplacement de Federico Zen.
De retour à Venise, il épouse Lucrezia Donati, veuve de Zamaria Pin.
Il reçut la charge de médecin de la flotte vénitienne.
Il fut chargé par le magistrat de la Santé de s'unir aux médecins Nicolò Sanmicheli, Francesco de Castello et Mariano Santo, pour pourvoir aux défenses contre la peste.
En 1559, pour motifs de santé, il a une dispense de cours, mais il continua les études anatomiques et chirurgicales, en particulier sur le soin de blessures d'arme de feu au ventre.
Il publie son opus majeur en 1573, auquel il devra sa renommée européenne. Il fut traduit en diverses langues et compte sept tomes :
1. les abcès et tumeurs
2. les blessures d'armes à feu et les méthodes pour éviter les hémorragies
3. les ulcères (5 parties)
4. étude des fractures osseuses
5. interventions: cautérisations, phlébotomie, litotrizia
6. antidotes et remèdes chirurgicaux
7. série d'esquisses relative aux instruments opératoires, dont certains de son invention.

C'est le plus vaste et le plus analytique du genre. Della Croce introduit aussi des synonymes dans les langues différentes pour désigner les affections morbides, et donne multes exemples pratiques, avec référence précise aux cas possibles, aux règles pour accomplir les opérations. Malgré son hippocratisme, il est parfois en mesure de se détacher des anciens, comme pour la trépanation du crâne, qu'il déconseille d'accomplir dans les sutures; il adopte une nouvelle attitude dans la description de la hernie du poumon, dépassant l'anatomo-pathologiste Rolando da Parma ;  mais son œuvre a surtout du succès pour les parties relatives aux blessures à la tête et à la poitrine, aux hémorragies y relatives et aux lésions à la trachée. Son instrumentaire chirurgical n'est pas toujours jugé positivement.
Son intérêt pour les Arabes s'exprime par la traduction qu'il fit du Trattato sulla teriaca d'Averroes (dans les Opere di Aristotele, Venise 1562, X, p. 306).
En 1575, il meurt à Venise, peut-être de la peste, avec toute sa famille, et il fut enterré dans l'église Santa Maria dell'Umiltà (détruite en 1824). Sa pierre tombale fut vendue à une famille noble trévisane et aboutit au séminaire patriarcal de Venise.

## Œuvres
- De morbo gallico, G.A. Della Croce, Venetiis 1532.
- Chirurgiae universalis opus absolutum, G.A. Della Croce, Venetiis, 1573, 1587, 1596, traduit comme:
  - Chirurgia universale e perfetta di tutte le parti pertinenti all'ottimo chirurgo, Venezia 1574, 1583, 1603, 1605;